# Питтери, Джованни Марко
Джованни Марко Питтери, настоящее имя: Марко Альвизе Питтери ((итал. Giovanni Marco Pitteri, Marco Alvise Pitteri; 24 мая 1702, Венеция — 4 августа 1786, Венеция) — итальянский гравёр натуралистического направления венецианской школы.

## Биография
Родившийся в Венеции, он часто посещал мастерскую Джованни Баттисты Пьяццетты, а затем перешёл к другим мастерам, например, в мастерскую гравёра Барони. Вероятно, он учился рисунку и гравированию у Джованни Антонио Фальдони.
Работал в основном в жанре портрета, как отмечается в исторических источниках, в стиле французского гравёра Клода Меллана, гравюры которого были хорошо известны в Венеции. Гравюры Питтери по рисункам и живописным оригиналам других художников отличаются тонкостью и плотностью мелких штрихов, создающих иллюзорный, почти фотографический эффект.
Его слава достигла апогея в 1753 году, когда Карло Гольдони, четырежды изображавшийся на гравюрах Питтери, посвятил ему произведение «Il frappatore».
Питтери работал в мастерской Джованни Баттисты Пьяццетты и гравировал многие из его живописных работ, а также рисунки Пьяццетты к изданию «Освобождённый Иерусалим» (1745). Вместе с Пьяццеттой Питтери создал несколько серий гравюр, например, для тома «Beatae Maria Virginis Officium» (1740) и серию гравюр «Двенадцать апостолов» (1744). После смерти Пьяццетты Питтери продолжил воспроизводить его работы в гравюрах, в том числе совместно с Франческо Бартолоцци. Позже он создал большое количество работ по мотивам картин Пьетро Лонги.
Одним из его учеников был Джованни Доменико Лоренци.

## Галерея

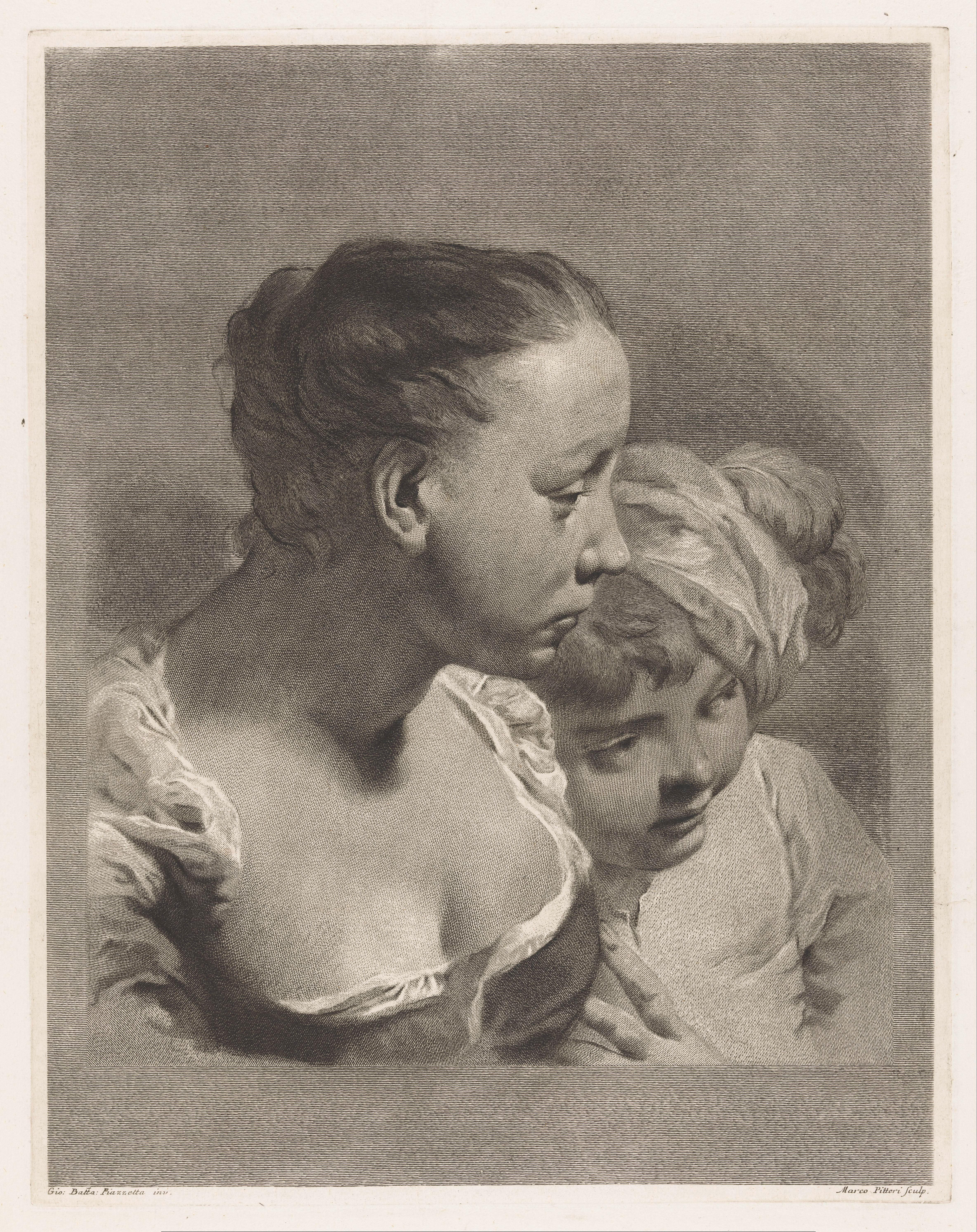
Бюсты девочки и мальчика. 1712 – 1786. Офорт
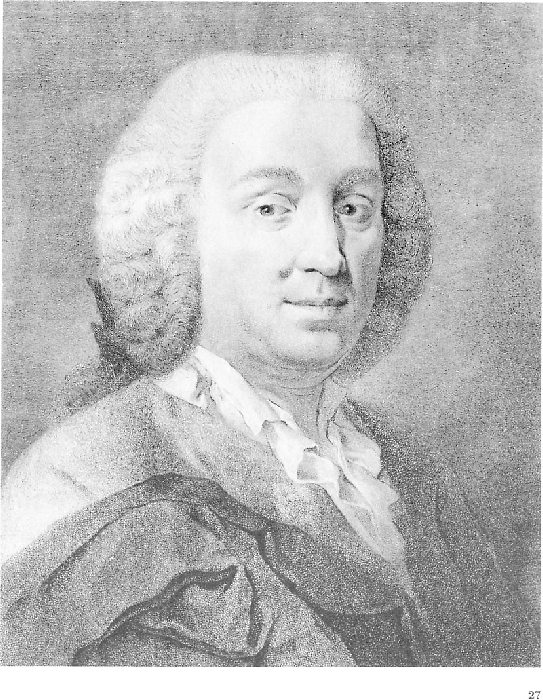
К. Гольдони. По картине Дж. Б. Пьяццетты. 1754. Офорт
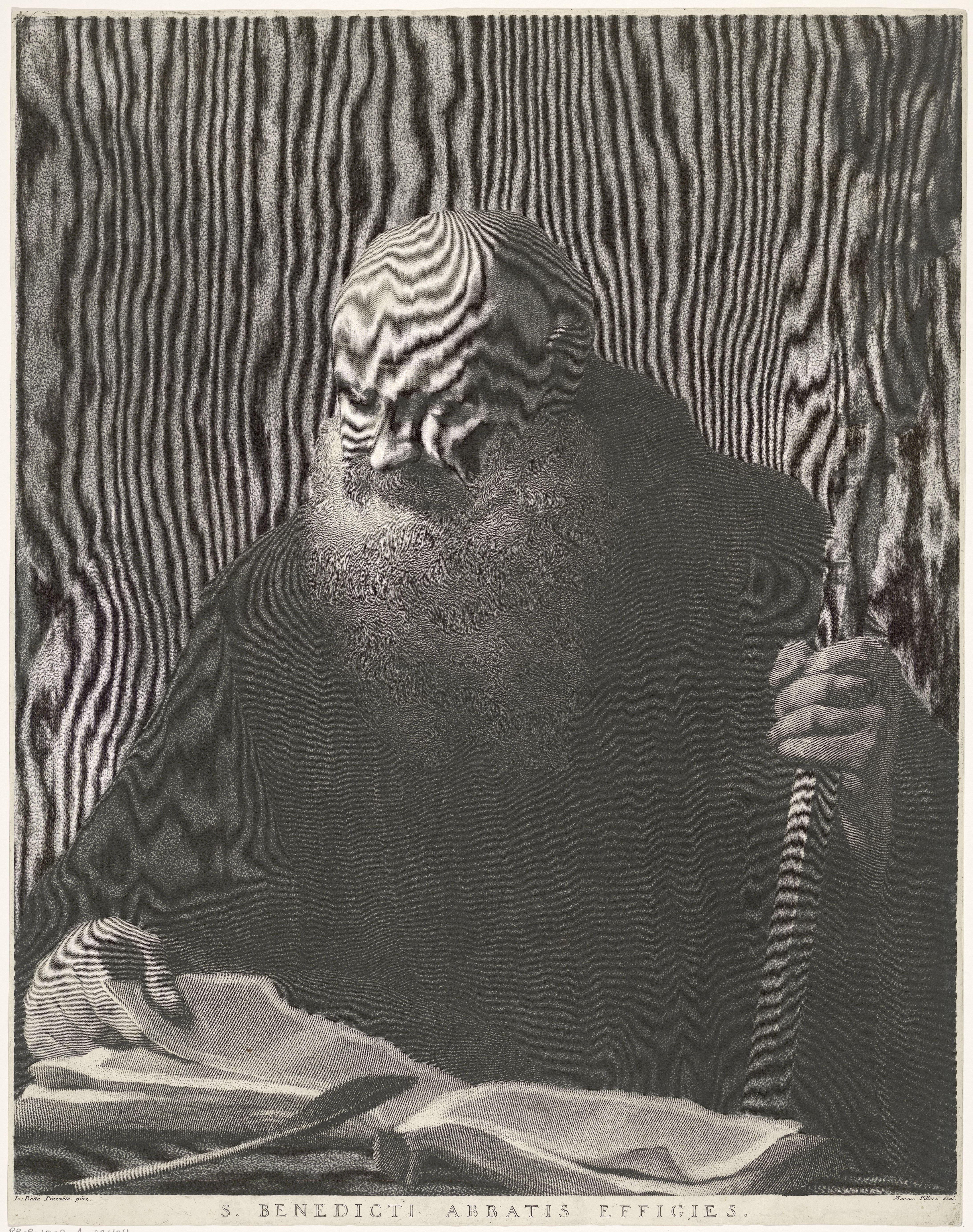
Святой Бенедикт. 1712 – 1786. Офорт
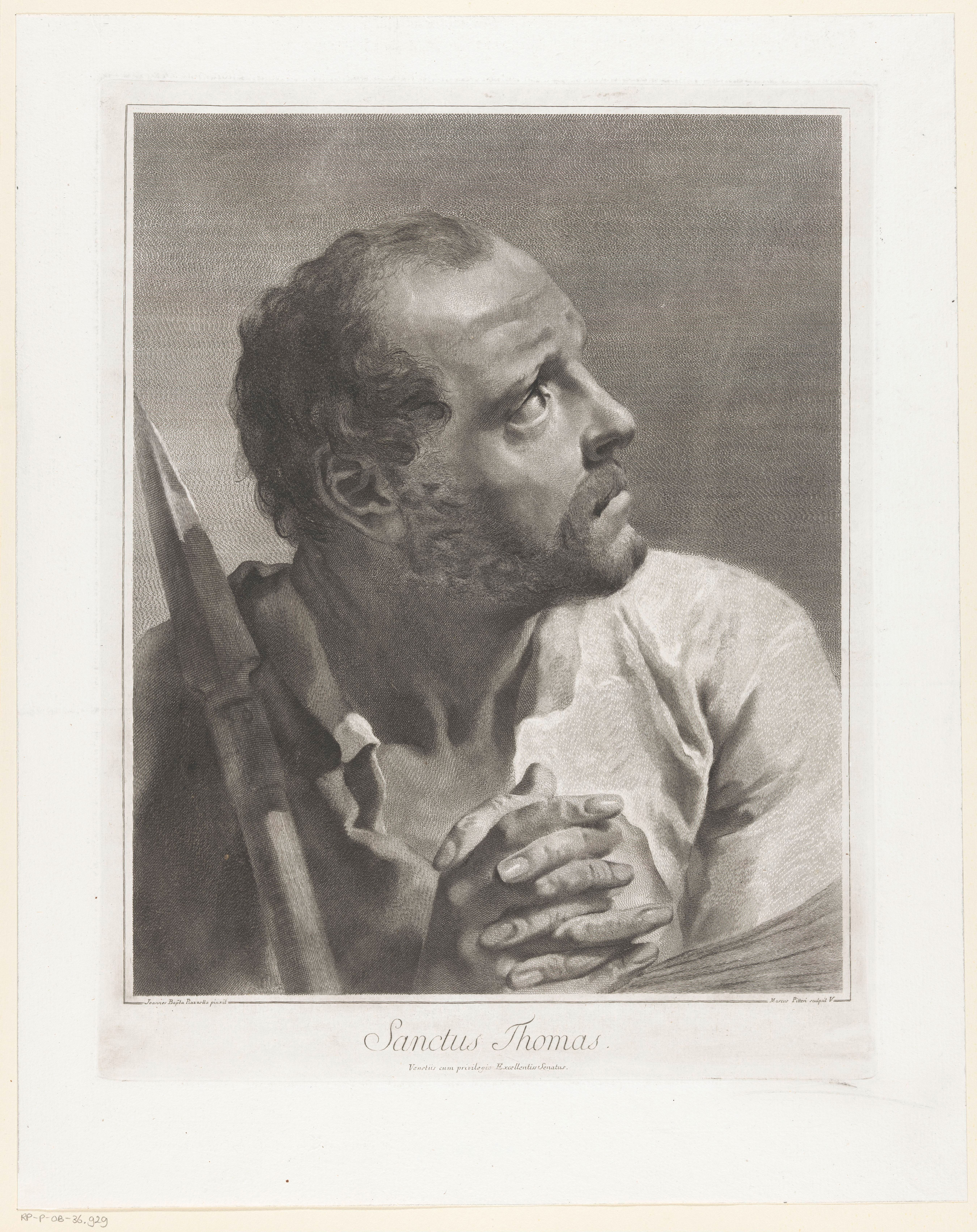
Aпостол Фома. 1712 – 1786. Офорт
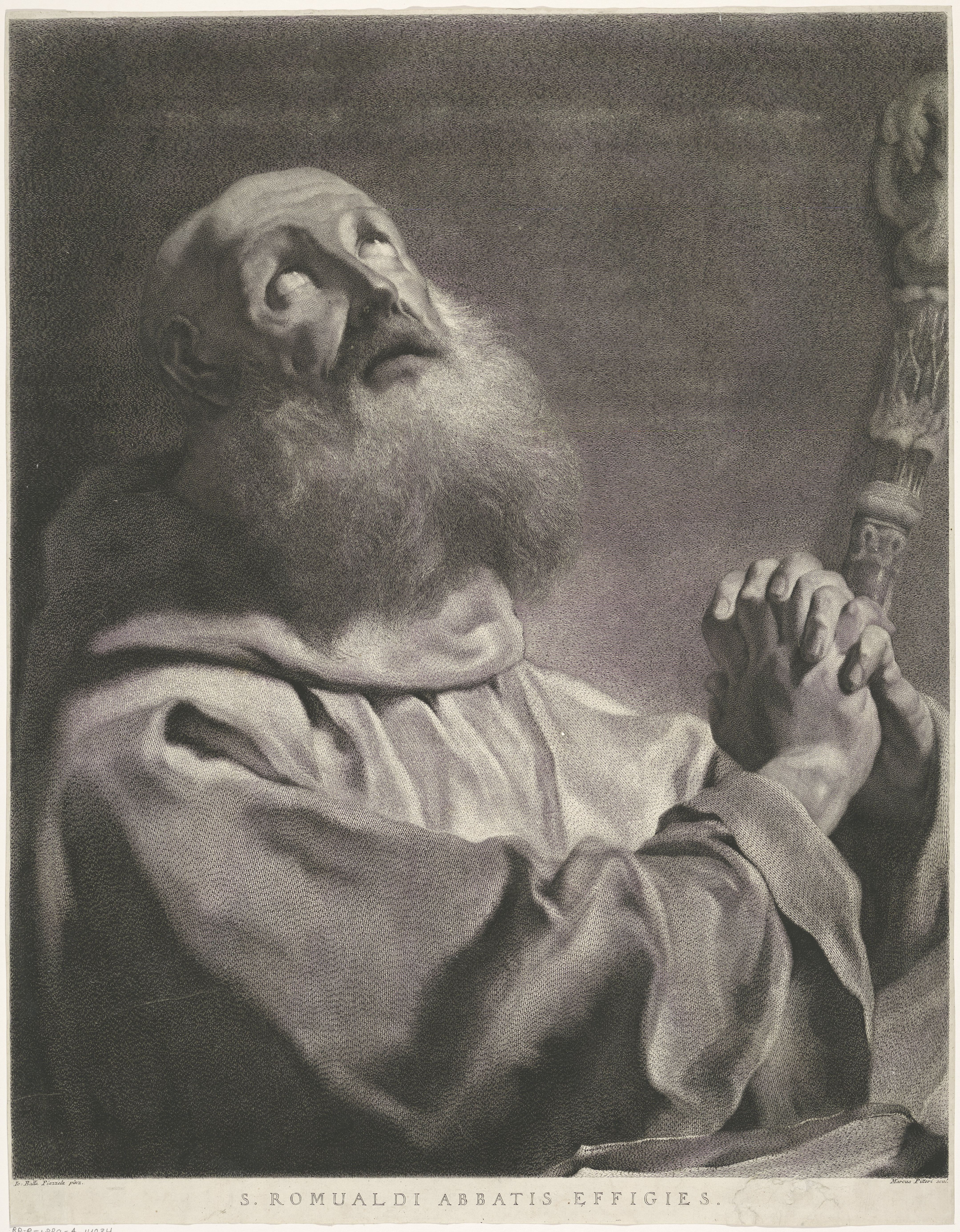
Святой Ромуальд. 1712 – 1786. Офорт
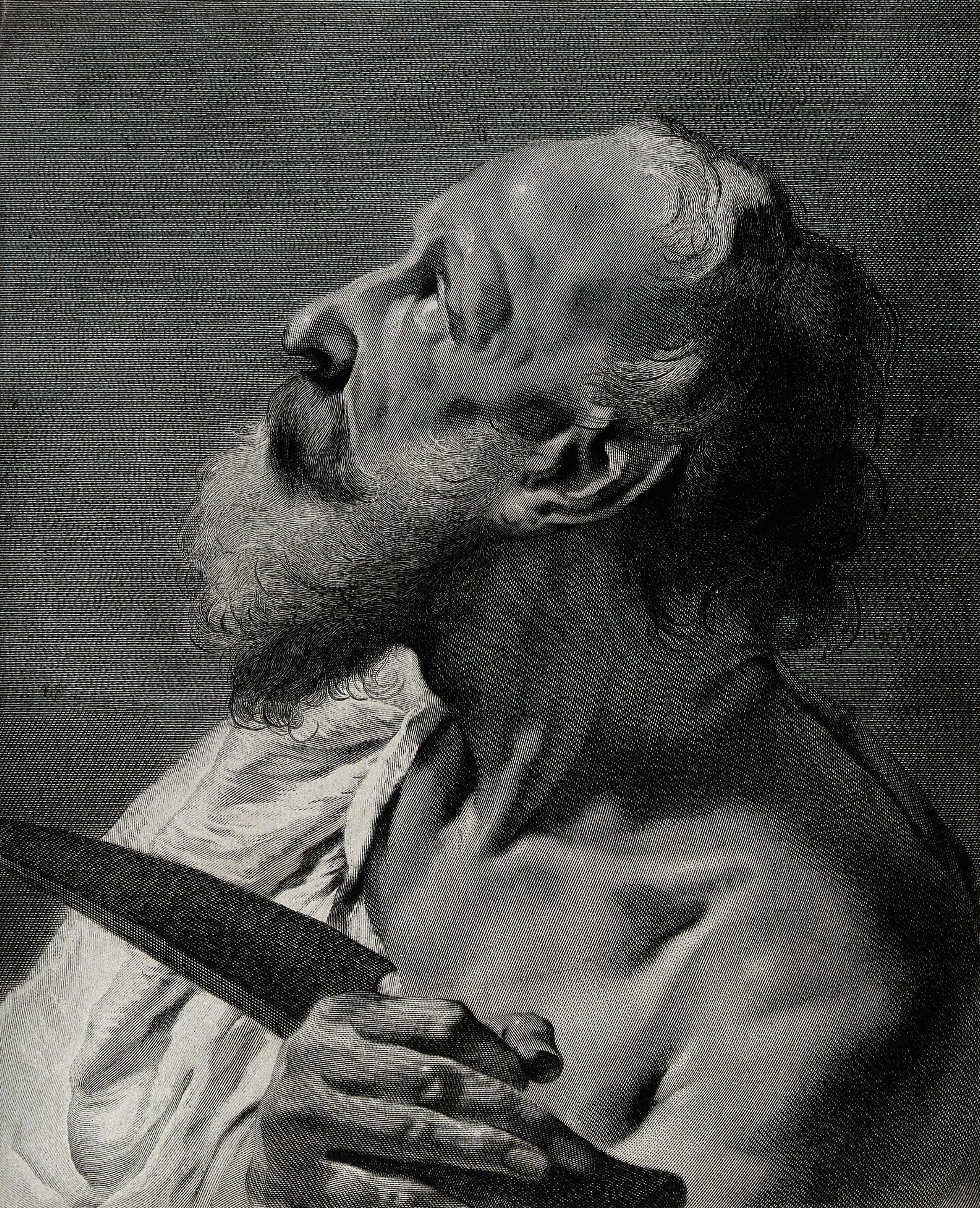
Святой Варфоломей. По картине Дж. Б. Пьяццетты. Офорт
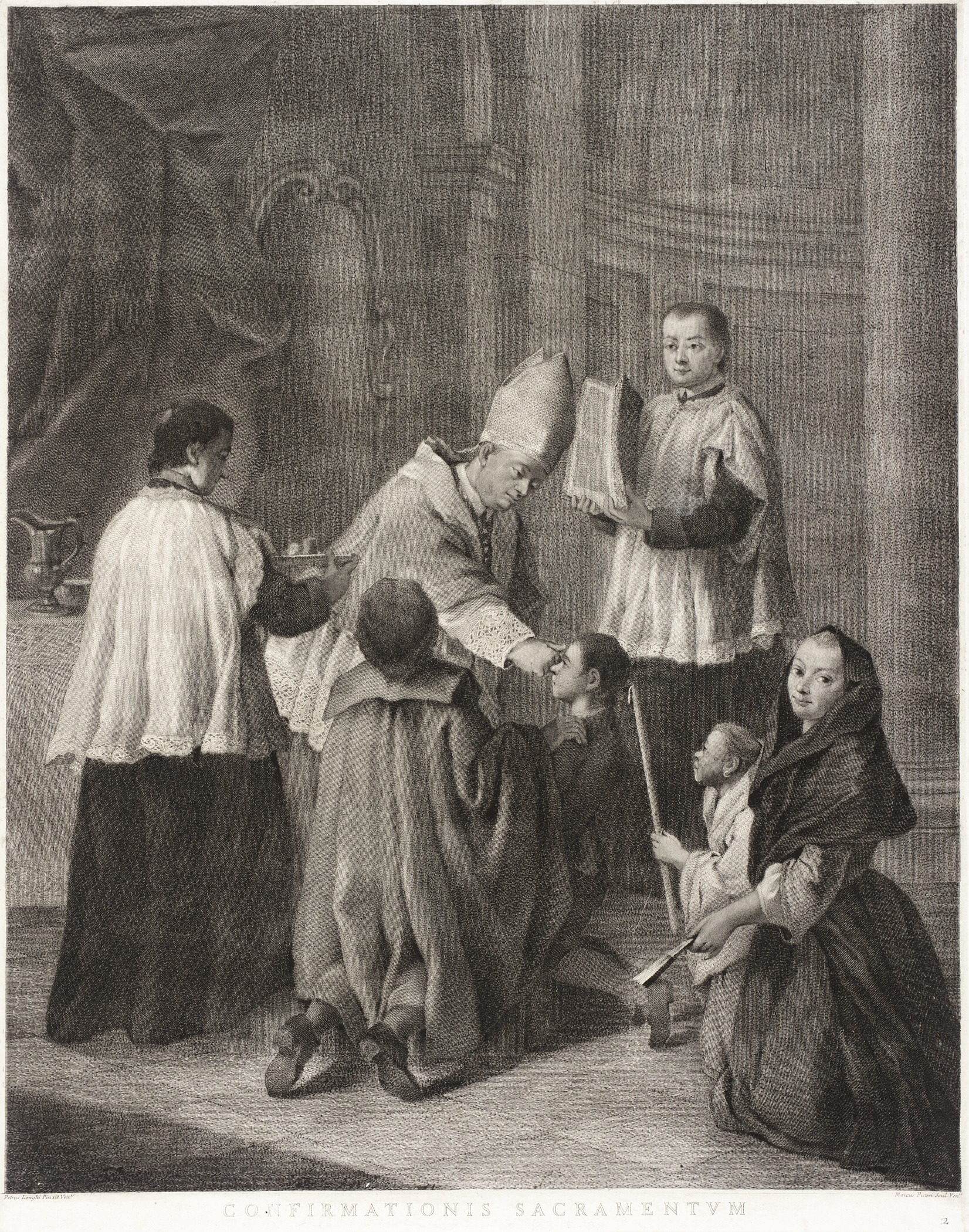
Конфирмация. Ок. 1755. Офорт